# Who Owns My Heart
"Who Owns My Heart" là ca khúc của Miley Cyrus. Ca khúc do Cyrus, Antonina Armato, Tim James, và Devrim Karaoglu sáng tác, do Armato và James sản xuất. Nó được Hollywood Records phát hành ngày 22 tháng 10 năm 2010.

## Danh sách track
- Promo CD Single

1. "Who Owns My Heart" — 3:34

- CD Single / Digital Download

1. "Who Owns My Heart" — 3:34
2. "Forgiveness and Love" — 3:28

- Australian Digital Download

1. "Who Owns My Heart" — 3:34
2. "Who Owns My Heart" (Music Video) — 3:40

- German EP

1. "Who Owns My Heart" — 3:34
2. "Forgiveness and Love" — 3:28
3. "Who Owns My Heart" (Closed-Captioned) — 3:40

## Bảng xếp hạng
| Bảng xếp hạng (2010)            | Vị trí cao nhất |
| ------------------------------- | --------------- |
| Austrian Singles Chart          | 35              |
| German Singles Chart            | 24              |
| Slovakian Airplay Singles Chart | 40              |

## Lịch sử phát hành
| Vùng           | Nhãn                | Ngày                 | Định dạng  |
| -------------- | ------------------- | -------------------- | ---------- |
| Australia      | Hollywood Records   | 22 tháng 10 năm 2010 | Nhạc số    |
| Vương quốc Anh | Fascination Records | 26 tháng 10 năm 2010 | Đĩa đơn CD |
| Đức            | Hollywood Records   | 5 tháng 11 năm 2010  | Đĩa đơn CD |
| Vương quốc Anh | Hollywood Records   | 9 tháng 12 năm 2010  | Nhạc số    |
| Vương quốc Anh | Fascination Records | 13 tháng 12 năm 2010 | Đĩa đơn CD |